# 朝倉勇
朝倉 勇（あさくら いさむ、1931年2月6日  - 2023年6月17日 ）は、日本のコピーライター、詩人、童話作家。東京都出身。

## 人物・略歴
小学生の頃は夏休みごとに静岡市で過ごし、中学1年の3学期に静岡県立静岡中学校へ疎開転校した。中学3年の1947年（昭和22年）7月7日、結核で神奈川県秦野の療養所に入り、1955年（昭和30年）8月末まで8年2ヶ月の間、ベッドの上で暮らし24歳で退院した。静岡中学は3年1学期で中退したが、同級生たちのカンパによって抗生物質の入手が可能となり再起に繋がった。
1960年（昭和35年）1月、米国海軍戸塚無線送信所技術者から、ライトパブリシテイに転職、15年勤務の後、フリーランスを経て、1974年（昭和49年）12月、株式会社パブロを設立。1975年（昭和50年）、マグナ代表取締役副社長。1991年（平成3年）よりフリー。コピーライターとして、味の素、サッポロビール、セイコー、ソニー、日本航空、日本交通公社、ブリジストン、本田技研工業、オリンパス光学、キリンビール、シャープ、日本楽器、日本リクルートセンター、ヤマハ、キヤノン、ヤマト運輸など、数々の広告を手がけた。2011年（平成23年）用の小学5年国語教科書に『コピーライター』が教材として始めて本格的に取り上げられ、1971年（昭和46年）の毎日新聞創刊100年記念の公共福祉広告「さようなら、人類。」が掲載された。
業務のかたわら、現代詩人の月刊雑誌『歴程』の同人として、また編集人として、詩の創作にも豊かな才知を披露し詩壇においてもその名が知られた。また、74歳で初めて童話を書き、2006年（平成18年）、『ポールと小鳥』を上梓（本人の希望で装幀は安野光雅)した。日本ペンクラブ会員、日本現代詩人会会員、ドリームデザイン顧問。NPO PLANT A TREE PLANT LOVE理事、一般財団法人知恵の継承研究所理事。

## 著作
- 『朝』 2021.5
- 『タピーロとタピーラ : タピラス村のなかまたち』 朝倉勇, すとうあさえ 文 ; 藤枝リュウジ 絵 あすなろ書房 2010.4
- 『散骨の場所』 書肆山田 2008.2
- 『ポールと小鳥』 童話屋 2006.2
- 『女のひとと鳥 : 詩画集』 脇田和 画 ; 朝倉勇 詩　脇田美術館 2005.9
- 『みてみたいみたい』 あさくらいさむ 詩 新風舎 2004.7
- 『みてみたいみたい : 詩集』 思潮社 2003.5
- 『田園スケッチ : 頭のよくないクマのプーさんと友だちになることの幸せ : 詩集』 メディアファクトリー 1998.11
- 『鳥の歌 : 詩集』 思潮社 1994.8
- 『神田川を地下鉄丸の内線電車が渡るとき : 詩集』 歴程社 1980.
- 『鬼の虫 : 詩集』 天山文庫 1975.1
- 『十月の幕 : 詩集』 1971.1
- 『掟 : 詩集』 ユリイカ  1960.1

### 編著
- 『黒田三郎詩集』 黒田三郎 著 ; 朝倉勇 編 芸林書房 2002.4

## 受賞歴
- 『鳥の歌』で第4回（平成7年度）丸山豊記念現代詩賞
- TCCホール・オブ・フェイム 2010年
- 『掟』で第1回ユリイカ新人賞佳作第一席を皮切りに、東京コピーライターズクラブ第１回新人賞、広告電通賞など受賞多数。詩集『みてみたいみたい』（土井晩翠賞）、詩集『散骨の場所』（三好達治賞）でも、それぞれ最終候補に上った。